# Khamharia
Khamharia är en ort i Indien.   Den ligger i distriktet Mahasamund och delstaten Chhattisgarh, i den centrala delen av landet, 1 000 km sydost om huvudstaden New Delhi. Khamharia ligger 328 meter över havet och antalet invånare är 6 998.
Terrängen runt Khamharia är huvudsakligen platt, men åt nordost är den kuperad. Runt Khamharia är det ganska tätbefolkat, med 179 invånare per kvadratkilometer. Khamharia är det största samhället i trakten. I omgivningarna runt Khamharia växer huvudsakligen savannskog.